# Das Schweigen (Gertrud von le Fort)
Das Schweigen ist eine Erzählung, die Gertrud von le Fort kurz vor ihrem 90. Geburtstag vollendete und die 1967 in der Arche in Zürich erschien.

## Inhalt
Der Senat von Rom will die Stadt retten. Dem Kampf der verfeindeten Barone ist Einhalt zu gebieten, indem deren Stadtburgen dem Erdboden gleichgemacht werden. Darauf verbünden sich die alten adeligen Feinde und bedrohen Rom. Der Senat verfällt auf die nächste Idee. Der Papst soll es richten. Der Heilige Vater wird aus der Verbannung von Viterbo nach Rom zurückgerufen.
Als der Papst in das vom Schutt der Adelsburgen verschandelte Rom einzieht, erscheint er der gequälten Bürgerschaft als die resolute Autorität, die den ersehnten Frieden bringen könnte.
Insgeheim empfängt der Heilige Vater des Nachts Madonna Lucia Savelli. Die Frau war gegen ihren Willen mit einem der oben genannten wütenden Barone verehelicht worden.
Der Senat erwartet vom Papst die Verurteilung der Adelsgeschlechter. Der Heilige Vater unterschreibt das entsprechende vom Senat vorbereitete Dokument nicht, sondern hüllt sich in Schweigen.
Lucia Savelli wird von einem Mitglied des Adelsgeschlechts, in das sie einheiraten musste, umgebracht. Der beharrlich schweigende Papst stirbt. Noch nach seinem Tode wird seine scheinbare Untätigkeit von den Schwätzern in Rom angeprangert. Man will nicht wahrhaben, dass das Schweigen der Autorität die ungebärdigen Barone in die Schranken gewiesen hat.

## Form
Der Ich-Erzähler ist ein junger Leibwächter des Papstes, der Lucia Savelli nach der Audienz augenfällig zu ihrem Mörder begleiten muss. Der Erzähler war ein Findelkind, das auf die Schwelle des Papst-Palastes zu Viterbo gelegt worden war.
Natürlich ist der Gesichtskreis des Erzählers, der dem Papst ergeben ist, begrenzt. Daraus folgt das Geheimnisumwitterte des kleinen Textes. Es wird kein Wort darüber verloren, woher Lucia kommt, warum sie kommt, was der Heilige Vater mit ihr bespricht und wohin sie geht. Dies alles mag als Kunstgriff von Gertrud von le Fort erscheinen, der die Unkenntnis der Historie gekonnt verdecken soll. Die soeben skizzierte Wahl der Form ist aber weit mehr als ein Kniff. Geschildert wird, wie ein sichtlich machtloser Papst kraft seiner Persönlichkeit Macht über den hitzköpfigen Adel ausübt.

## Rezeption
Meyerhofer sieht die Erzählung als Antwort auf den Stellvertreter aus dem Jahr 1963. Gertrud von le Fort ist mit der Aussage des Hochhuthschen Stücks nicht einverstanden. Nach der Ansicht der Autorin habe sich Pius XII. durch seine Zurückhaltung während des Krieges nicht schuldig gemacht.

## Interpretation
Gertrud von le Fort nennt „Das Schweigen“ Legende und widmet den Text Papst Pius XII. Also kann ein Gleichnis angenommen werden. Gedacht wird offenbar der Rettung römischer Juden vor der Deportation.
Daneben bleiben Fragen. Zum Beispiel – warum hat der legendäre, nicht benannte Papst ausgerechnet Lucia Savelli ausgewählt? Denkbar wäre – Lucia ist eine Verwandte des Heiligen Vaters gewesen, denn es sind zwei Päpste Savelli aus jener fernen Zeit bekannt.

## Erstveröffentlichung und verwendete Ausgabe
- Gertrud von le Fort: Das Schweigen. Eine Legende. Zeichnungen von Robert Wyss. Die Arche (Peter Schifferli), Zürich 1967.

## Anmerkung
1. ↑  Cencio Savelli wurde Honorius III. und Giacomo Savelli Honorius IV.